# تیم ماینیر
تیم ماینیر (انگلیسی: Tim Minear؛ ‎/maɪˈniːr/‎؛ زادهٔ ۲۹ اکتبر ۱۹۶۳) فیلم‌نامه‌نویس، کارگردان تلویزیونی، کارگردان فیلم، نویسنده، و تهیه‌کننده اجرایی اهل ایالات متحده آمریکا است.
از فیلم‌ها یا مجموعه‌های تلویزیونی که وی در آنها نقش داشته است می‌توان به داستان ترسناک آمریکایی، فایرفلای، آنجل، ماه خاتونی خشن است، پرونده‌های ایکس و راننده اشاره کرد.